# Parque natural de Los Puertos
El Parque natural de Los Puertos (en catalán, y de forma oficial, Parc Natural dels Ports) es un espacio natural protegido español situado en el sur de la provincia de Tarragona, Cataluña, en las comarcas de Bajo Ebro, Montsiá y Tierra Alta, que protege parte del macizo de los Puertos de Tortosa-Beceite, en una zona de transición entre la Cordillera Costero Catalana y el Sistema Ibérico.
Fue creado por el Decreto 160/2001, de 12 de junio de 2001, que establecía también la reserva natural parcial de las Hayedos de Els Ports.
Forma parte de la red europea Natura 2000, por ser Zona de Especial Protección para las Aves (ZEPA) y Lugar de Importancia Comunitaria (LIC). La mayor parte del parque natural dels Ports queda incluida en la zona núcleo de la Reserva de la Biosfera de las Tierras del Ebro, conocida por la marca EbreBiosfera.

## Superficie protegida
Protege una superficie de 35 050 ha (incluye 867 ha de reservas naturales). Los municipios que protege son:
- Tierra Alta: Arnes, Horta de San Juan, Prat de Compte.
- Bajo Ebro: Alfara, Pauls, Roquetas, Tortosa.
- Montsiá: Mas de Barberáns, Cenia.

## Geología
El macizo presenta montañas destacables por su altura y singularidad, con un 28 % de su superficie por encima de los 1000 metros sobre el nivel del mar. La cima más alta de todo el macizo es el monte Caro, con 1441 metros. 
| Cima                       | Altitud |
| -------------------------- | ------- |
| Caro                       | 1441 m  |
| La Barcina                 | 1354 m  |
| Tossal del Rei             | 1350 m  |
| El Catinell (Les Mirandes) | 1350 m  |
| Tossal d'en Cervera        | 1347 m  |
| El Negrell                 | 1345 m  |
| El Morral del Turmell      | 1305 m  |
| La Joca                    | 1222 m  |
| L'Espina                   | 1181 m  |
| Tossal d'Engrilló          | 1072 m  |

Fuente: Base topogràfica 1:25.000 y Mapa topogràfic 1:50.000. Institut Cartogràfic de Catalunya. www.icc.cat

## Flora

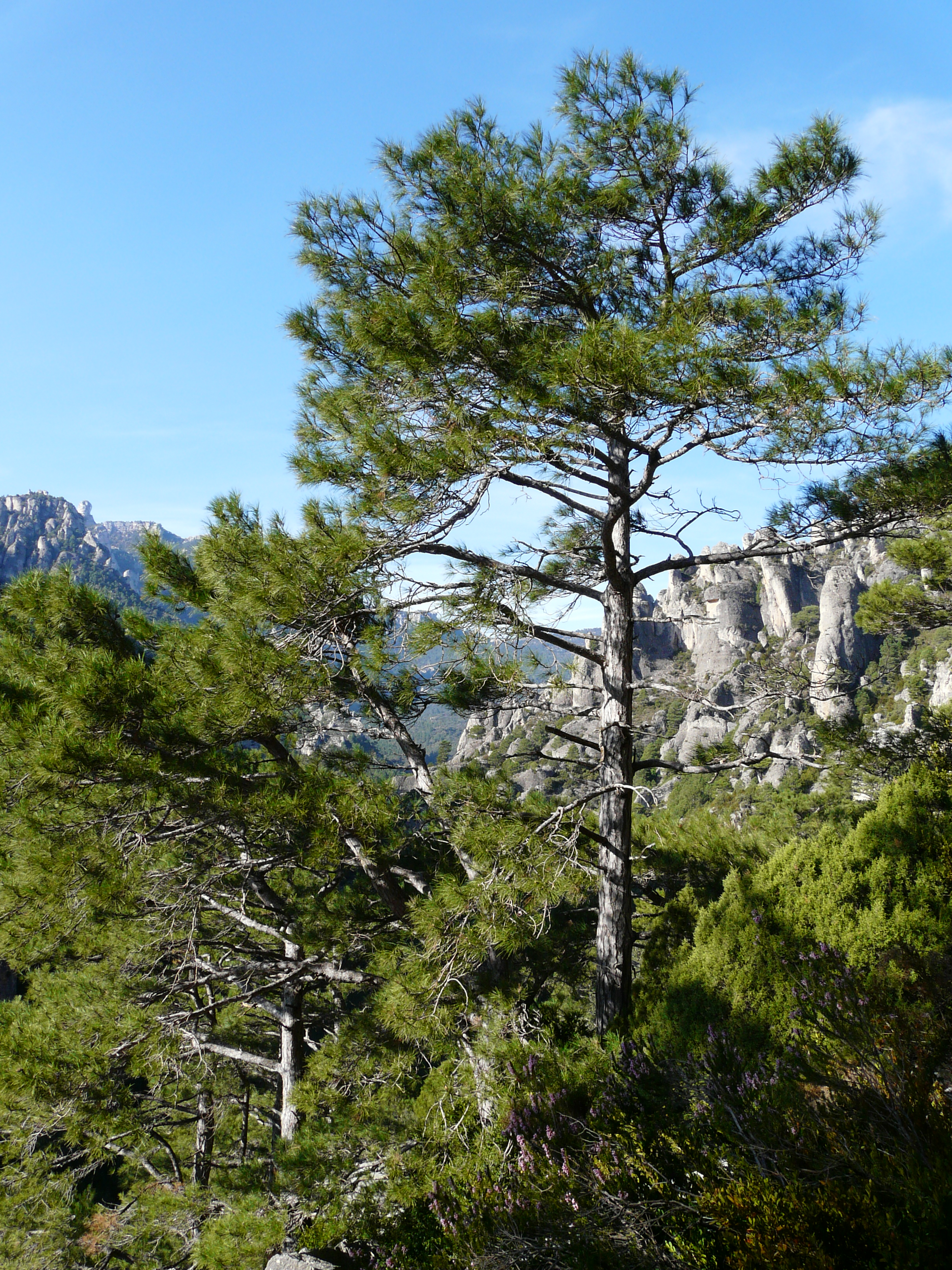
Bosque de pino salgareño en el parque natural.

En las zonas más elevadas, el parque tiene extensos bosques de pino silvestre (Pinus sylvestris) y Pino salgareño (Pinus nigra), mientras que en las más bajas hay encinares (Quercus ilex) bien conservados, y coscojales (Quercus coccifera); en ambos bosques hay abundante boj (Buxus sempervirens). Queda una población relicta de haya (Fagus sylvatica), una de las más meridionales de Europa, llamado Hayedo del Retablo, el cual se encuentra protegido bajo el nombre de Reserva Natural Parcial de los Hayedos dels Ports.

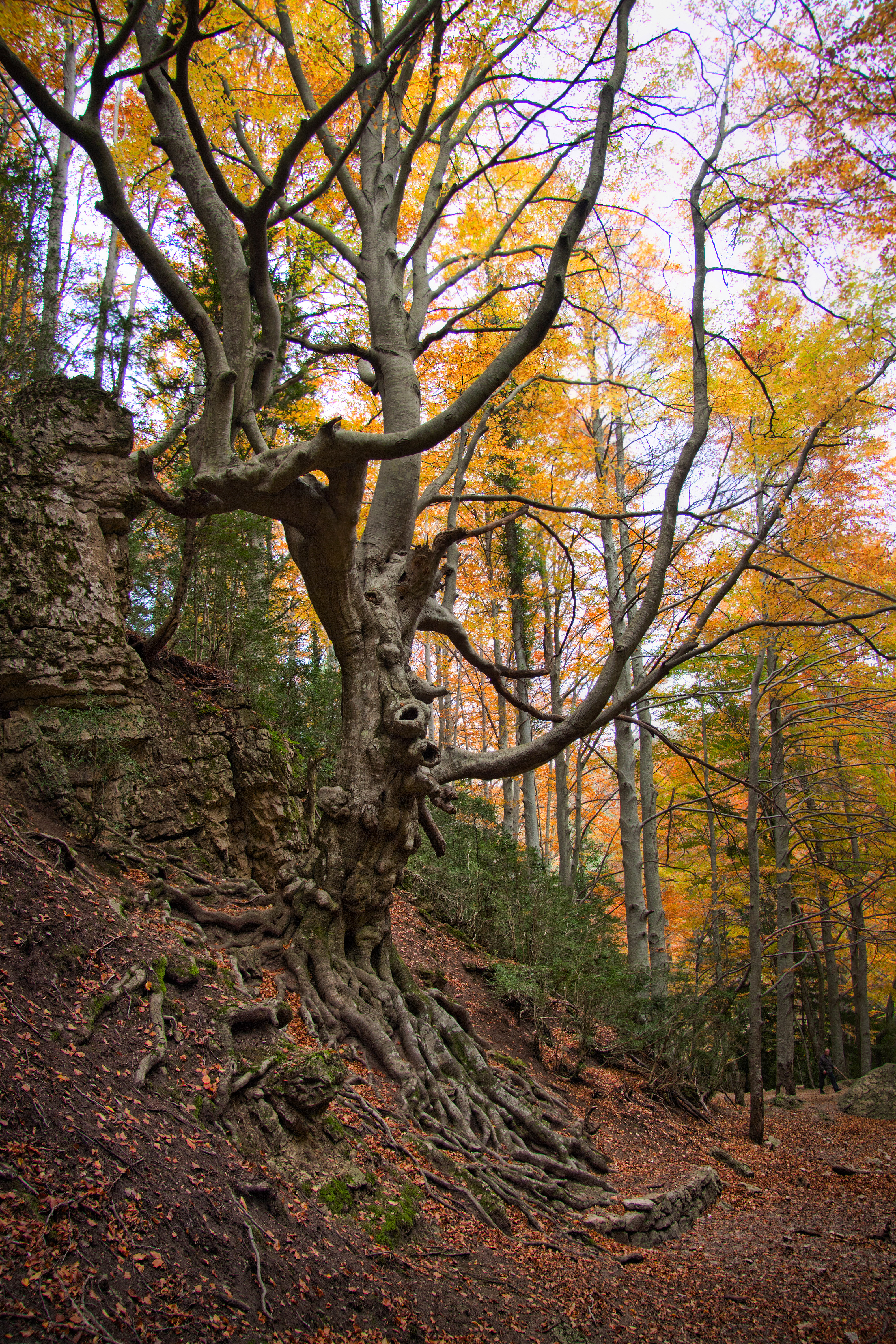
Hayedo del Retablo.

## Fauna
El animal emblemático del parque es la cabra salvaje (Capra pyrenaica hispanica), que en el parque está regulada cinegéticamente por la reserva nacional de caza de los Puertos de Beceite. 

Entre los mamíferos más destacados está la nutria (Lutra lutra), el gato montés (Felis silvestris) y el grupo de murciélagos, que con unas 20 especies constituye una de las comunidades más ricas de la península ibérica.

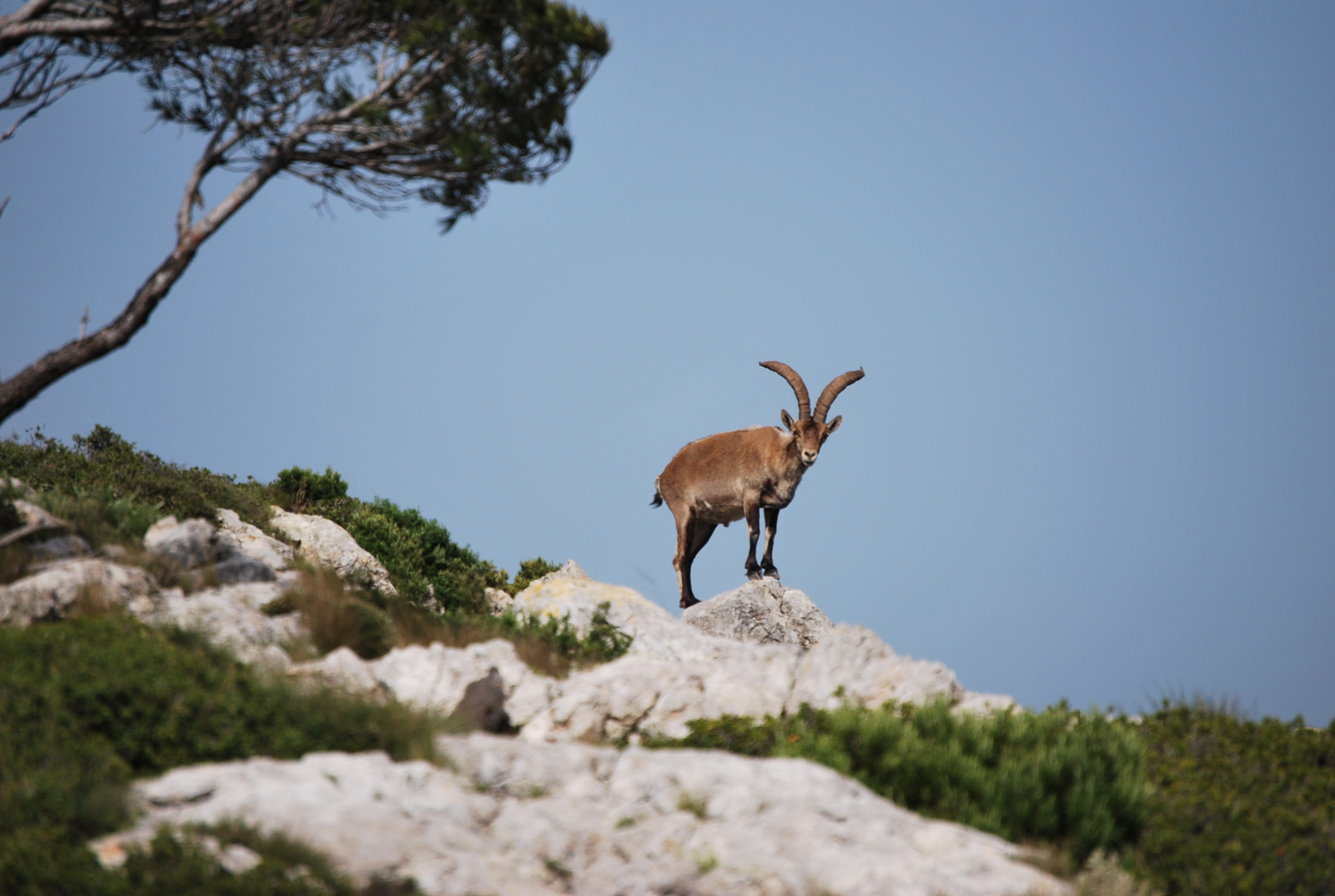
Capra pyrenaica hispanica, el animal emblema del parque, cerca de La Moleta, Alfara.

Muchas aves encuentran en los Puertos las condiciones de hábitat o de refugio idóneas para vivir y para nidificar. Destacan las grandes rapaces sedentarios, como el buitre leonado (Gyps fulvus), el águila real (Aquila chrysaetos), el águila perdicera (Aquila fasciata), el azor (Accipiter gentilis), el halcón peregrino (Falco peregrinus) o el búho real (Bubo bubo).
El galápago leproso (Mauremys leprosa), la salamanquesa rosada (Hemidactylus turcicus), el eslizón ibérico (Chalcides bedriagai), la culebra de herradura (Coluber hippocrepis), la culebra lisa septentrional (Coronella austriaca) y la víbora hocicuda (Vipera latastei) son exponentes relevantes de la población de reptiles.